# Deutzia corymbosa
Deutzia corymbosa là một loài thực vật có hoa trong họ Tú cầu. Loài này được R.Br. ex G.Don mô tả khoa học đầu tiên năm 1832.